# Vihren
El pico Vihren (en búlgaro: Вихрен) es la cumbre más alta de la cordillera de Pirin en Bulgaria. Alcanza 2.914 m., es la segunda altura de Bulgaria y la tercera del sistema de los Balcanes, después del Musala y del Olimpo. La cumbre se encuentra situada en la parte norte del Pirin. La ruta de acceso más sencilla es desde el chalet Vihren a 2.000 m., alcanzando la cima por el sur. Otras rutas incluyen las del chalet Banderistsa (1800 m.) o a través de la cresta de Koncheto desde el norte. Varios lagos de origen glaciar se encuentran localizados cerca de la cumbre. Esta montaña se caracteriza igualmente por alojar el pequeño glaciar de Snezhnika de 0,01 km² y 12 m de espesor, que se considera el aparato glaciar activo más meridional de Europa (2006). Está situado a unos 2450 metros de altura en su cara noreste y es un resto del gran glaciar de Vihren.
Es uno de los 100 sitios turísticos nacionales  del país.